# Nordlig blombock
Nordlig blombock (Lepturalia nigripes) är en skalbagge i familjen långhorningar. Den har en längd på 13 till 18 millimeter. Täckvingarna är rödbruna eller gulbruna, i övrigt är skalbaggen svart, förutom behåringen på huvudet och halsskölden som är gulgråaktig. 
Larvutvecklingen tar tre år och är knuten till björk, sällsynt även asp. De träd larverna utvecklas i är solexponerade, grova, döda och stående stammar eller högstubbar. Brända träd föredras. Larverna förpuppar sig i juni och de fullbildade individerna kan ses från mitten juni och under juli, till exempel på flockblommiga växter som älggräs eller på hallon.
I Sverige är arten rödlistad som starkt hotad. Det främsta hotet mot arten är bristen på lämpliga träd för larvutvecklingen.